# Thomas Lange (roddare)
Thomas Lange, född den 27 februari 1964 i Eisleben i Tyskland, är en östtysk och därefter tysk roddare.
Han tog OS-brons i singelsculler i samband med de olympiska roddtävlingarna 1996 i Atlanta.